# ミゲル・ゴメス (内野手)
ミゲル・ゴメス（Miguel Gómez, 1992年12月17日 - ）は、ドミニカ共和国サントドミンゴ出身のプロ野球選手（内野手）。右投両打。北米独立リーグ・フロンティアリーグのニュージャージー・ジャッカルズ所属。
愛称はリトル・パンダ（Little Panda）。

## 経歴

### プロ入りとジャイアンツ時代
2012年5月31日にサンフランシスコ・ジャイアンツとマイナー契約を結んでプロ入り。契約後、傘下のルーキー級ドミニカン・サマーリーグ・ジャイアンツでプロデビュー。37試合に出場して打率.231、1本塁打、17打点、2盗塁を記録した。
2013年もルーキー級ドミニカン・サマーリーグ・ジャイアンツでプレーし、35試合に出場して打率.315、2本塁打、23打点、1盗塁を記録した。
2014年もルーキー級ドミニカン・サマーリーグ・ジャイアンツでプレーし、65試合に出場して打率.318、5本塁打、60打点、3盗塁を記録した。
2015年はA-級セイラムカイザー・ボルケーノズでプレーし、66試合に出場して打率.319、6本塁打、52打点を記録した。
2016年はまずA級オーガスタ・グリーンジャケッツでプレーし、66試合に出場。打率.371、8本塁打、43打点、3盗塁の成績で、7月にA+級サンノゼ・ジャイアンツへ昇格。A+級サンノゼでは43試合に出場で、打率.267、9本塁打、24打点、1盗塁を記録した。オフの11月18日にジャイアンツとメジャー契約を結んだ。
2017年はAA級リッチモンド・フライングスクウォーレルズで開幕を迎え、7月7日にメジャーへ昇格。同日のマイアミ・マーリンズ戦で9回裏に代打として出場したが、右直に終わった。7月9日の同カードでは8回裏に代打として出場し、同点となる適時打を放ち、メジャー初安打・初打点を記録した。8月12日に右膝の故障で10日間の故障者リスト入りし、そのままシーズンを終えた。
2018年はAA級リッチモンドで開幕を迎え、5月15日にメジャーへ昇格。5月28日にAA級リッチモンドへ降格した。6月26日にAAA級サクラメント・リバーキャッツへ昇格。レギュラーシーズン終了後の10月22日に40人枠外となり、11月2日にFAとなった。

### ジャイアンツ退団後
2018-2019シーズン以降はドミニカのウィンターリーグ（LIDOM）でプレー。
2022年7月9日に北米独立リーグ・アメリカン・アソシエーションのミルウォーキー・ミルクメンと契約した。この年は38試合に出場し、打率.298、6本塁打、22打点を記録した。
2023年もミルウォーキー・ミルクメンで93試合に出場し、打率.296、11本塁打、54打点を記録した。
2024年はフロンティアリーグのニュージャージー・ジャッカルズでプレー。36試合に出場し、打率.303、3本塁打、28打点を記録した。

## 詳細情報

### 年度別打撃成績
| 年 度    | 球 団    | 試 合 | 打 席 | 打 数 | 得 点 | 安 打 | 二 塁 打 | 三 塁 打 | 本 塁 打 | 塁 打 | 打 点 | 盗 塁 | 盗 塁 死 | 犠 打 | 犠 飛 | 四 球 | 敬 遠 | 死 球 | 三 振 | 併 殺 打 | 打 率 | 出 塁 率 | 長 打 率 | O P S |
| -------- | -------- | ----- | ----- | ----- | ----- | ----- | -------- | -------- | -------- | ----- | ----- | ----- | -------- | ----- | ----- | ----- | ----- | ----- | ----- | -------- | ----- | -------- | -------- | ----- |
| 2017     | SF       | 22    | 34    | 33    | 3     | 8     | 2        | 0        | 0        | 10    | 2     | 0     | 0        | 0     | 1     | 0     | 0     | 0     | 6     | 1        | .242  | .235     | .303     | .538  |
| 2018     | SF       | 9     | 15    | 15    | 3     | 4     | 0        | 0        | 0        | 4     | 1     | 0     | 0        | 0     | 0     | 0     | 0     | 0     | 5     | 0        | .267  | .267     | .267     | .533  |
| MLB：2年 | MLB：2年 | 31    | 49    | 48    | 6     | 12    | 2        | 0        | 0        | 14    | 3     | 0     | 0        | 0     | 1     | 0     | 0     | 0     | 11    | 1        | .250  | .245     | .292     | .537  |

- 2018年度シーズン終了時

### 年度別守備成績
| 年 度 | 球 団 | 二塁（2B） | 二塁（2B） | 二塁（2B） | 二塁（2B） | 二塁（2B） | 二塁（2B） |
| 年 度 | 球 団 | 試 合      | 刺 殺      | 補 殺      | 失 策      | 併 殺      | 守 備 率   |
| ----- | ----- | ---------- | ---------- | ---------- | ---------- | ---------- | ---------- |
| 2017  | SF    | 6          | 7          | 7          | 0          | 1          | 1.000      |
| 2018  | SF    | 3          | 4          | 8          | 0          | 3          | 1.000      |
| MLB   | MLB   | 9          | 11         | 15         | 0          | 4          | 1.000      |

- 2018年度シーズン終了時

### 背番号
- 52（2017年 - 2018年）